# Fulton megye (Indiana)
Fulton megye az Amerikai Egyesült Államokban, azon belül Indiana államban található. Megyeszékhelye és legnagyobb városa Rochester. Lakosainak száma 20 480 fő (2020. április 1.). Fulton megye Marshall, Miami, Pulaski, Kosciusko, Wabash, Cass és Starke megyékkel határos.

## Népesség
A megye népességének változása:
| Lakosok száma | 20 823 | 20 775 | 20 672 | 20 449 | 20 315 | 20 480 |
|               | 2010   | 2011   | 2012   | 2013   | 2015   | 2020   |